# Cladonia boryi
Cladonia boryi, Tuck. (1847), è una specie di lichene appartenente al genere Cladonia,  dell'ordine Lecanorales.
Il nome proprio deriva dal naturalista francese Jean Baptiste Bory de Saint-Vincent, (1778-1846), abbreviato nei termini botanici come Bory.

## Caratteristiche fisiche
Il fotobionte è principalmente un'alga verde delle Trentepohlia.
Il podezio maturo ha forma simmetrica ed ha lunghe ramificazioni, diversamente da quello di C. perforata, che è asimmetrico e le ha più corte.
Da questo lichene viene estratto naturalmente il composto aromatico naftochinone.

## Habitat
Il colore è giallo chiaro e predilige luoghi asciutti e aperti con poco terreno, benché a volte si rinviene anche su ceppi d'albero.

## Località di ritrovamento
La specie è stata rinvenuta nelle seguenti località:
- USA (Maryland, Vermont, Arkansas, Maine, New York, Rhode Island);
- Canada (Nuovo Brunswick);
- Giappone, Guyana, Saint-Pierre e Miquelon.

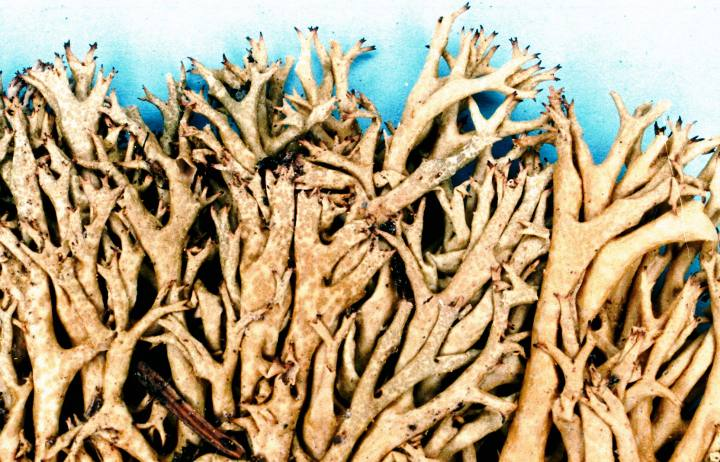
Cladonia boryi

## Tassonomia
Questa specie appartiene alla sezione Unciales; alcuni autori (Ahti, (1973)) ritengono che formi un clade a parte appartenente al sottogruppo Borya insieme alle seguenti specie: C. caroliniana, C. dimorphoclada, C. kanewskij, C. nipponica, C. pachycladodes, C. subreticulata, C. substellata e C. zopfii.
A tutto il 2008 sono state identificate le seguenti forme, sottospecie e varietà:
- Cladonia boryi f. albida Ahti (1973)
- Cladonia boryi f. boryi Tuck.
- Cladonia boryi f. cribrosa (Delise) A. Evans (1932).

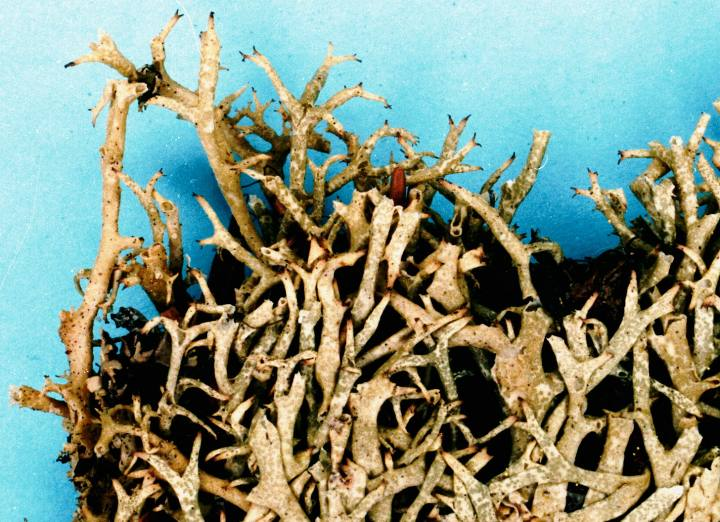
Cladonia boryi